# Die Akte Göttmann
Die Akte Göttmann ist eine 90-minütige Spielfilm-Episode der deutschen Krimiserie SOKO 5113 aus dem Jahr 2008.

## Hintergrund
Werner Kreindl, der die Rolle des Kriminalhauptkommissar Karl Göttmann seit dem Start der SOKO 5113 verkörperte, war nach dem Dreh der 10. Episode der 12. Staffel (Episode 123) am 6. Juni 1992 an den Folgen eines Herzinfarkts verstorben. Ursprünglich war im Drehbuch vorgesehen, dass Göttmann in Episode 11 der 12. Staffel (Episode 124) als Leiter der SOKO abgelöst, in den Innendienst versetzt und zum Kriminaldirektor befördert wird. Nach dem Tod des Schauspielers Kreindl musste das Drehbuch umgeschrieben werden, und auch dessen Rolle Göttmann starb. Göttmanns langjähriger Stellvertreter Schickl wurde in der Folge zum neuen Leiter der Sonderkommission befördert.
Bei der Episode Die Akte Göttmann handelt es sich um die 390. Episode (22. Episode der 33. Staffel). Es ist nach 32 Jahren die letzte Episode, in welcher Wilfried Klaus als Kriminalhauptkommissar Horst Schickl und Leiter der SOKO 5113 mitwirkt. In dieser Episode wird der Todesfall des ehemaligen SOKO 5113-Leiters Kriminalhauptkommissar Karl Göttmann (Werner Kreindl) neu aufgerollt. Es stellt sich heraus, dass der Kriminalhauptkommissar, anders als bei seinem Tod im Jahr 1992 angenommen, nicht an einem Herzinfarkt, sondern an einer Vergiftung mit Arsen(III)-oxid (Arsenik) starb.

### Produktion
Gedreht wurde die Episode vom 8. November bis zum 21. Dezember 2007 in München und Umgebung. Für die Ausstrahlung der Episode zu Wiederholungszwecken im Vormittagsprogramm des ZDF wurde diese in zwei ca. 43 Minuten lange Teile geschnitten.

## Handlung
Die Krankenschwester Ivana Novkovic kommt völlig aufgelöst nach Hause und erzählt ihrer Tochter Neda, dass sie „plötzlich nach 15 Jahren den Teufel [wieder]gesehen“ hätte. Wenig später wird die Leiche der Krankenschwester im Auinger Forst gefunden. Das Team der SOKO 5113 beginnt mit seinen Ermittlungen. Außer Reifenspuren finden sie am Tatort keinerlei verwertbaren Spuren. Bei der Obduktion stellt sich heraus, dass Ivana Novkovic misshandelt, vergewaltigt und dann getötet wurde. Als die Ermittler Kriminalhauptkommissar Horst Schickl und Kriminalkommissar Manfred Brand die Tochter der Ermordeten befragen wollen, treffen sie in deren Wohnung auf ihre ehemalige Kollegin Kriminalkommissarin a. D. Lizzy Berger, die mit der Toten eng befreundet war und mittlerweile als Geschäftsführerin bei einem gemeinnützigen Verein arbeitet. Bei Befragungen im Rahmen der Rekonstruktion der letzten Stunden des Opfers führt eine Zeugenaussage die Ermittler zu Goran Bebek, dem Betreiber einer Reinigungsfirma. Es stellt sich heraus, dass dieser unter einer Langzeitbewachung des Landeskriminalamtes steht. Wenig später erscheint der ehemalige SOKO-Ermittler Kriminalobermeister a. D. Fred Leß, welcher 1978 als sogenannter „Durchläufer“ zur SOKO 5113 gekommen war, im Büro der Kommissare. Er bearbeitet inzwischen für das Innenministerium Asyl- und Ausländerrechtsangelegenheiten und lenkt den Verdacht auf die Balkanmafia. Er informiert die SOKO auch darüber, dass das Innenministerium eine Verbindung zwischen Goran Bebek, der Balkanmafia und verschiedenen Schleusungsdelikten vermutet, weshalb Bebek auch überwacht wird. Da die tote Ivana Novkovic selbst 1992 als Flüchtling nach Deutschland kam, vermuten die Ermittler einen Zusammenhang zwischen Goran Bebek und dem Mordfall.
Eine erneute Befragung von Neda Novkovic bringt die Geschichte der Flucht der Familie Novkovic zu Tage: Sie flohen während der Jugoslawienkriege mit der Hilfe von Schleusern nach Deutschland. Auf der Flucht wurden die Frauen vergewaltigt; als Neda Novkovics Vater einschreiten wollte, wurde er erschossen. Da Goran Bebek ebenfalls im Jahr 1992 politisches Asyl beantragte und scheinbar eine Verbindung zur Ermordeten hatte, konzentrieren sich die Ermittlungen zunächst auf ihn, da die Ermittler vermuten, dass er an den Vergewaltigungen auf der Flucht beteiligt war und nun eine Zeugin beseitigen wollte. Bei seiner Befragung streitet Bebek jedoch jede Verbindung zu Ivana Novkovic ab. Da Neda Novkovic ihn bei der Gegenüberstellung nicht als Beteiligten der Vergewaltigung identifizieren kann und er auch ein Alibi für die Zeit des Mordes hat, müssen die SOKO-Beamten ihn freilassen.
Durch ein Schriftstück des Landeskriminalamtes in den Akten von Goran Bebek, welches 1992 an alle Ressortleiter der bayrischen Landespolizei geschickt wurde, werden die Ermittler auf eine neue Spur geleitet. 1992, als sich Bebeks Schleuserbande in München und Umgebung etablierte, wurde von V-Männern ein Kontaktmann von Bebek bei der Polizei vermutet. Die SOKO will herausfinden, wer der Maulwurf war. In diesem Moment meldet sich der ehemalige SOKO-Ermittler Kriminalhauptkommissar a. D. Jürgen Sudmann und bietet den Ermittlern Informationen zu Bebek an. Als Kriminalkommissarin Hahn und Kriminalhauptkommissar Schickl sich am nächsten Tag mit Sudmann treffen, berichtet dieser von einer Notiz in den Unterlagen des ehemaligen SOKO-Leiters Kriminalhauptkommissar Karl Göttmann, welche dessen Frau Sudmann für seine Memoiren überlassen hatte. In dieser Notiz fragt sich Göttmann, an welcher Position der Maulwurf Bebek am meisten nutzen würde, und vermerkte dazu einen Termin für ein Treffen und das Kürzel „DL“. Sudmann vermutet, dass Göttmann bei seinem damaligen Treffen Goran Bebek und „DL“ beobachtet hat und es sich dabei um einen Göttmann nahe stehenden Kollegen handeln muss, welcher als Maulwurf aktiv war. Jürgen Sudmann glaubt weiterhin, dass der Maulwurf noch für Bebek aktiv ist.
Zur selben Zeit werden Neda Novkovic, Lizzy Berger, die sich um die Tochter ihrer Freundin kümmert, und der zur Bewachung der beiden abgestellte Polizeibeamte von zwei Unbekannten angegriffen. Der Polizeibeamte wird niedergeschlagen, doch Lizzy Berger und Neda Novkovic gelingt zunächst die Flucht. Als Neda Novkovic, die mit der Situation vollkommen überfordert ist, aus dem Versteck flüchtet, kommt es zu einem Schusswechsel zwischen den unbekannten Männern sowie den Kriminalkommissaren Brand und Renner, welche Lizzy Berger kurz vorher verständigt hatte. Bei diesem Schusswechsel wird die ehemalige SOKO-Kommissarin Berger von einer Kugel getroffen und stirbt wenig später vor Ort in den Armen von Manne Brand. Theo Renner tötet einen der unbekannten Männer, der andere kann fliehen. Die Ermittler vermuten, dass der Anschlag Neda Novkovic galt und die Angreifer von Goran Bebek geschickt wurden, doch sie fragen sich, woher dieser den Aufenthaltsort von Nova Novkovic kannte. Kriminalhauptkommissar Schickl vermutet eine undichte Stelle im Polizeiapparat und bittet Susanne von Hagenberg, ehemalige SOKO-Ermittlerin und aktuelle Leiterin des Referates Osteuropa bei Europol, um ihre Hilfe. Sie kann der SOKO keine neuen Erkenntnisse zu Goran Bebek liefern, doch entwickelt zusammen mit den Ermittlern einen Plan, um ihn zu überführen. Währenddessen denkt Kriminalhauptkommissar Horst Schickl mit seiner Ehefrau Kriminalkommissarin a. D. Anna Schickl, welche einst selbst für die SOKO 5113 tätig war, über seinen Ruhestand nach. Wenig später bekommen sie Besuch von Sudmann, der seine Ermittlungsergebnisse präsentiert: Er hat herausgefunden, dass das Treffen von Bebek und „DL“, welches Göttmann beobachtet hat, kurz vor dem Tod des SOKO-Leiters stattfand. Sudmann äußert den Verdacht, dass Göttmann nicht, wie vermutet, einem Herzinfarkt erlag, sondern ermordet wurde. Daraufhin veranlasst Schickl die Exhumierung der Leiche Karl Göttmanns. Bei der Obduktion werden Reste von Arsen(III)-oxid gefunden. Damit steht fest, dass der ehemalige Leiter der Sonderkommission ermordet wurde. Schickl und Sudmann rätseln, wie der Mord abgelaufen sein könnte, und kommen zu der Erkenntnis, dass es sich bei „DL“ um den Mörder ihres ehemaligen Chefs und einen engen Vertrauten gehandelt haben muss.
Als die SOKO-Kommissare Hahn und Renner auf dem Weg zu Neda Novkovic sind, welche sich in einem sicheren Haus befindet, geraten sie in einen Hinterhalt und werden gefangen genommen. Am Abend bekommen Horst und Anna Schickl Besuch von Goran Bebek, welcher die Einstellung der Ermittlungen für das Leben der entführten Beamten fordert. Am nächsten Tag wendet sich Neda Novkovic an Horst Schickl, um ihm Informationen zu Bebek zu liefern. Dabei belastet sie ihn schwer. Zur selben Zeit erfahren Hahn und Renner, dass Bebek hinter dem Mord an Ivana Novkovic steckt. Als auf Jasmila Dräger, die Gründerin des gemeinnützigen Vereines, dessen Geschäftsführerin Lizzy Berger war, geschossen wird, entstehen für die Sonderkommission weitere Fragen, denn das Kaliber passt nicht zu dem der Morde. Hahn und Renner gelingt es, einen ihrer Entführer zu überwältigen und so zu flüchten. Als sie ihren Kollegen Manne Brand verständigen, treffen sie auf Jasmila Dräger, welche mit Goran Bebek zusammenarbeitete, und werden von ihrem Entführer erneut überwältigt. Brand und Leß gelingt es, das Ziel des Taxis von Jasmila Dräger zu ermitteln, und das SEK stürmt das Gebäude. Dräger und Bebek nehmen Hahn als Geisel, doch bei ihrer Flucht gelingt es Leß, Bebek zu erschießen; Jasmila Dräger lässt Hahn im Treppenhaus zurück. Als Schickl am Ort des Geschehens eintrifft, fehlt von der Geiselnehmerin jede Spur. Wenig später gelingt es der Sonderkommission, zusammen mit Susanne von Hagenberg eine Schleusung zu verhindern und Bebeks Machenschaften aufzudecken. Zeitgleich nimmt Kriminalhauptkommissar Schickl Jasmila Dräger fest.
Nachdem der Fall um Goran Bebek gelöst scheint, versuchen die Ermittler der Sonderkommission, den Maulwurf zu enttarnen. Schickl und Sudmann überlegen, wo der Maulwurf am besten eingesetzt worden sein könnte und stoßen dabei auf das K7, die Koordinationsstelle zwischen Polizei, Zoll und Bundesgrenzschutz. Ihnen wird klar, dass es sich bei dem Maulwurf nur um Kriminalobermeister a. D. Fred Leß handeln kann, den sogenannten Durchläufer („DL“), welcher Ende 1992 zum K7 wechselte. Schickl und Sudmann entwickeln einen Plan, um ihn zu überführen, und es gelingt der SOKO, den Maulwurf und Mörder von Kriminalhauptkommissar Karl Göttmann zu verhaften.
Am Abend wird Kriminalhauptkommissar Horst Schickl vor seinem Haus erschossen. Nach der Beerdigung eröffnet Kriminalrätin Dr. Evelyn Kreiner den verbliebenen Ermittlern der Sonderkommission, dass Schickls Tod nur eine Tarnung war. Der Kriminalhauptkommissar und seine Ehefrau sind im Zeugenschutzprogramm untergebracht worden und genießen gemeinsam mit Kriminalhauptkommissar a. D. Jürgen Sudmann, den sie zu sich holen, ihren Ruhestand.

## Besetzung

### Hauptdarsteller
| Schauspieler     | Rollenname            | Rolle                                                                 |
| ---------------- | --------------------- | --------------------------------------------------------------------- |
| Wilfried Klaus   | Horst Schickl         | Kriminalhauptkommissar; Leiter der SOKO 5113 Ehemann von Anna Schickl |
| Hartmut Schreier | Manfred „Manne“ Brand | Kriminalkommissar                                                     |
| Michel Guillaume | Theodor „Theo“ Renner | Kriminalkommissar                                                     |
| Bianca Hein      | Katharina Hahn        | Kriminalkommissarin                                                   |

### Nebendarsteller
| Schauspieler     | Rollenname     | Rolle                                               |
| ---------------- | -------------- | --------------------------------------------------- |
| Ingeborg Schöner | Anna Schickl   | Kriminalkommissarin a. D. Ehefrau von Horst Schickl |
| Ilona Grübel     | Evelyn Kreiner | Kriminalrätin                                       |
| Adrian Can       | Yasar          | Rechtsmediziner                                     |

### Gastdarsteller
| Schauspieler            | Rollenname        | Rolle |
| ----------------------- | ----------------- | --- |
| Heinz Baumann           | Jürgen Sudmann    | Kriminalhauptkommissar a. D. |
| Christine Döring        | Susanne Hagenberg | Kriminaloberkommissarin; Leiterin des Referats Osteuropa bei Europol                                                            |
| Bernd Herzsprung        | Fred Leß          | Kriminalobermeister a. D. („Durchläufer“); Mitarbeiter des Innenministeriums Maulwurf von Goran Bebek; Mörder von Karl Göttmann |
| Olivia Pascal           | Lizzy Berger †    | Kriminalkommissarin a. D. Geschäftsführerin eines gemeinnützigen Vereins                                                        |
| Heinrich Schmieder      | Goran Bebek       | Besitzer einer Reinigungsfirma; Schleuser                                                                                       |
| Gaby Dohm               | Jasmila Dräger    | Gründerin eines gemeinnützigen Vereins                                                                                          |
| Sabrina Hodzic          | Ivana Novkovic    | Krankenschwester; Mordopfer Mutter von Neda Novkovic                                                                            |
| Aleksandra Odic         | Neda Novkovic     | Tochter von Ivana Novkovic |
| Johannes Casell         | Mirko             | Entführer; Mitarbeiter von Goran Bebek                                                                                          |
| Bernhard Baron Boneberg | N.N.              | Personenschützer |

## Rezeption
Michael Reufsteck und Stefan Niggemeier schreiben in ihrem Werk „Das Fernsehlexikon – Alles über 7000 Sendungen von Ally McBeal bis zur ZDF-Hitparade“ der Episode Die Akte Göttmann eine besondere Bedeutung für die SOKO-Geschichte zu, da sie nachträglich die wahren Umstände des Todes von Kriminalhauptkommissar Karl Göttmann – dem ersten Leiter der SOKO 5113 – aufdecke.

„Dieser letzte Fall, ‚Die Akte Göttmann‘, schreibt nebenbei im Nachhinein die komplette SOKO-Geschichte der vergangenen Jahrzehnte neu: Es kommt heraus, dass Karl Göttmann nicht an einem Herzinfarkt gestorben ist, sondern von einem Verräter ermordet wurde, ein Maulwurf, der 15 Jahre lang interne Informationen an die Menschenhändler geliefert hat.“

## Ausstrahlung und Einschaltquote
Die Erstausstrahlung lief am 23. März 2008. Anders als normalerweise auf dem Montagvorabendsendeplatz, wurde diese Episode in der Sonntagabend-Primetime um 20:15 Uhr ausgestrahlt. Die Erstausstrahlung verfolgten 5,51 Millionen Zuschauer, was einem Marktanteil von 17,2 % beim Gesamtpublikum entsprach.